# Марк Кляйншмідт (веслувальник)
Марк Кляйншмідт (нім. Mark Kleinschmidt, 28 травня 1974) — німецький академічний веслувальник.
Срібний призер Олімпійських Ігор 1996 року в складі вісімки.
Бронзовий призер Чемпіонату світу 1993 року в складі розпашної четвірки зі стерновим.